# Langé
Langé ist eine Gemeinde mit 260 Einwohnern (Stand: 1. Januar 2022) im französischen Département Indre in der Region Centre-Val de Loire. Sie gehört zum Kanton Valençay im Arrondissement Châteauroux. Die Einwohner werden Langéens genannt.

## Geographie
Die Gemeinde Langé liegt etwa 41 Kilometer nordnordwestlich von Châteauroux. 
Sie grenzt im Norden und Nordosten an Vicq-sur-Nahon, im Osten an Baudres, im Süden an Gehée sowie im Westen und Nordwesten an Luçay-le-Mâle.

## Bevölkerungsentwicklung
| Jahr                      | 1962 | 1968 | 1975 | 1982 | 1990 | 1999 | 2006 | 2013 |
| ------------------------- | ---- | ---- | ---- | ---- | ---- | ---- | ---- | ---- |
| Einwohner                 | 525  | 494  | 437  | 384  | 339  | 293  | 300  | 296  |
| Quelle: Cassini und INSEE |      |      |      |      |      |      |      |      |

## Sehenswürdigkeiten
- Kirche Saint-Jacques
- Schloss Langé
- Geologie- und Paläontologiemuseum